# Nagahama
Nagahama (japanska: 長浜市  ?, Nagahama-shi) är en stad i Shiga prefektur i Japan. Staden fick stadsrättigheter 1943.